# Eugenia venezuelensis
Eugenia venezuelensis är en myrtenväxtart som beskrevs av Otto Karl Berg. Eugenia venezuelensis ingår i släktet Eugenia och familjen myrtenväxter. Inga underarter finns listade i Catalogue of Life.